# Trillium simile
Trillium simile е вид пролетно-цъфтящо многогодишно растение от семейство Melanthiaceae. Видът е световно застрашен, със статут Уязвим.

## Разпространение
Видът е разпространен в южните части на Апалачийските планини в югоизточните Съединени щати (Тенеси, Джорджия, Северна и Южна Каролина).